# Большие Котяки
Больши́е Котя́ки (чув. Вăрăмту) — деревня в Чебоксарском районе Чувашской Республики, входит в Кшаушское сельское поселение.
Расположена на правом берегу реки Унга, до ж/д станции 10 км.

## География
Находится в северной части Чувашии на расстоянии приблизительно 15 км на запад-юго-запад по прямой от районного центра поселка Кугеси на правом берегу реки Унга.

## История
Известна с 1719 года как деревня с мужским населением 164 человека. В 1763 году было учтено 216 мужчин, в 1795 (с четырьмя выселками) — 104 двора, 486 жителей, в 1859 — 65 дворов, 334 жителя, в 1897—457 жителей, в 1926 — 93 двора, 435 жителей, в 1939—411 жителей, в 1979—338. В 2002 году был 101 двор, в 2010—107 домохозяйств. В период коллективизации образован колхоз «Красный плуг», в 2010 году работало ФГУП "Учебно-опытное хозяйство «Приволжское».

## Население
| 2010 | 2012 |
| ---- | ---- |
| 341  | ↗356 |

Постоянное население составляло 312 человек (чуваши 94 %) в 2002 году, 341 в 2010.